# Michael Hixon
Michael Hixon (Amherst, 16 de julio de 1994) es un deportista estadounidense que compite en saltos de trampolín.
Participó en dos Juegos Olímpicos de Verano, obteniendo dos medallas de plata en la prueba sincronizada, en Río de Janeiro 2016 (junto con Sam Dorman) y en Tokio 2020 (con Andrew Capobianco).
Ganó una medalla de bronce en el Campeonato Mundial de Natación de 2015 y una medalla de bronce en los Juegos Panamericanos de 2019.

## Palmarés internacional
| Juegos Olímpicos     | Juegos Olímpicos        | Juegos Olímpicos  | Juegos Olímpicos     |
| Año                  | Lugar                   | Medalla           | Prueba               |
| -------------------- | ----------------------- | ----------------- | -------------------- |
| 2016                 | Río de Janeiro (Brasil) | Medalla de plata  | Trampolín 3 m sincro |
| 2020                 | Tokio (Japón)           | Medalla de plata  | Trampolín 3 m sincro |
| Campeonato Mundial   |                         |                   |                      |
| Año                  | Lugar                   | Medalla           | Prueba               |
| 2015                 | Kazán (Rusia)           | Medalla de bronce | Trampolín 1 m        |
| Juegos Panamericanos |                         |                   |                      |
| Año                  | Lugar                   | Medalla           | Prueba               |
| 2019                 | Lima (Perú)             | Medalla de bronce | Trampolín 3 m sincro |